# Phủ Đồi Ngang
 Phủ Đồi Ngang  là một di tích văn hóa tâm linh thuộc hệ thống thờ tín ngưỡng tứ phủ thánh cậu ở miền Bắc Việt Nam. Phủ nằm ở xã Phú Long, huyện Nho Quan, tỉnh Ninh Bình, thuộc vùng du lịch hồ Đồng Chương - sân golf Tràng An - phủ Sòng Xanh. Từ Quốc lộ 1 tại thành phố Tam Điệp theo quốc lộ 12B về ngã 3 Rịa rẽ vào quốc lộ 45 chừng 1 km là đến phủ Đồi Ngang hoặc có thể theo đại lộ Tràng An hay quốc lộ 38B từ thị trấn Thiên Tôn về ngã 3 Rịa. Phủ Đồi Ngang nằm bên đồi thông, thờ Cậu Bé Đồi Ngang và mẹ là Công chúa Liễu Hạnh cùng tướng Lê Du thời Đinh và các vị tiên thánh khác trong tín ngưỡng thờ Mẫu Tam phủ. Do phủ nằm ở trên đồi có một con đường ngang chạy qua nên được gọi là phủ Đồi Ngang.

## Lịch sử
Theo truyền thuyết Thánh Mẫu tiên chúa tái tam giáng thế, hiển thánh tại vùng đất Nho Quan, Ninh Bình vào khoảng thế kỷ XVI. Biến hóa thành cô thôn nữ dọn quán bán nước ven đường (trước cổng phủ Đồi Ngang ngày nay) quan sát, dùng phép thuật trừ tà ác, dâm tặc bảo vệ nhân dân. Thánh Mẫu biến hóa, cải trang thành người trần để thử lòng trần gian.
Lúc bấy giờ, có một người con trai họ Mai cũng cùng cảnh giáng trần. Cơ duyên đã đưa họ gặp gỡ, tâm đầu ý hợp, trong cuộc trò truyện họ nghĩ về cuộc sống gia đình hạnh phúc với những đứa con. Bỗng nhiên có tiếng khóc của một đứa bé. Và đó chính là đứa con ước nguyện của Mẫu Liễu Hạnh và người con trai họ Mai. Theo thời gian cậu bé lớn lên và trưởng thành, khí phách hiên ngang, giúp dân giúp nước. Tương truyền rằng cậu là sống phóng khoáng, cậu sẵn sàng cho một người nào đó tất cả nếu thuận lòng, nếu người đó có tâm sáng. Nhưng cũng không kém phần dứt khoát của một chàng trai, nếu không bằng lòng với ai, cậu sẽ lấy hết những gì mà người đó có. Vì vậy Đền Đồi Ngang ngoài thờ Mẫu Liễu Hạnh, còn là nơi linh thiêng thờ cậu bé Đồi Ngang. Hàng năm du khách thập phương đến với đền đều thành tâm cúng lễ xin lộc tài, mong điều tốt đẹp và thuận lợi trong cuộc sống và công việc.

## Kiến trúc
Phủ được xây dựng thời Lê, đến năm 1989 được xây dựng lại như ngày nay. Phủ có diện tích 5.000 mét vuông. Phủ Đồi Ngang có ba ngôi nhà đứng độc lập. Trong phủ có 5 toà nhà gồm ba gian nhà ngang, động Sơn Trang, 1 gian thờ Cậu bé Đồi Ngang.Đầu tiên là Bái đường, tiếp theo là toà thờ tứ vị chầu Bà và cung cấm thờ tượng Công chúa Liễu Hạnh. Toàn phủ đều quay về hướng Đông, thẳng hướng về chùa Bái Đính và cố đô Hoa Lư.

## Lễ hội
Lễ hội phủ Đồi Ngang diễn ra vào ngày 10 đến ngày 20 tháng 2 âm lịch. Hiện nay, lễ hội phủ Đồi Ngang diễn ra các phần tế và hầu đồng, diễn về các sự tích, công lao của các vị thần, các vị anh hùng dân tộc, đây là những hoạt động tín ngưỡng mang tính chất độc đáo, có giá trị di sản văn hoá phi vật thể. Cũng như người dân khu vực đền Dâu và đền Quán Cháo ở Tam Điệp, người dân Nho Quan tổ chức lễ hội đền để tưởng nhớ cậu bé và Công chúa Liễu Hạnh, người đã hóa thân vào người dân bản địa để giúp nghĩa quân Tây Sơn đánh giặc. Lễ hội phủ Đồi Ngang còn gắn kết với các lễ hội trong và ngoài tỉnh tạo thành tuyến du lịch tâm linh: đền Dâu - quán Cháo (thành phố Tam Điệp, tỉnh Ninh Bình); phủ Dày, phủ Sòng Sơn, phủ Tây Hồ…
Phủ Đồi Ngang cùng với điểm du lịch khác của Nho Quan bao gồm: Vườn Quốc gia Cúc Phương; Khu tắm ngâm nước khoáng Cúc Phương; Khu du lịch nghỉ dưỡng Cucphuong Orion Resort; Khu du lịch sinh thái hồ Đồng Chương; Hang động Vân Trình, xã Thượng Hòa; Khu du lịch hang Bụt - động Thiên Hà, xã Sơn Hà đã được kết nối tạo thành những tuyến điểm du lịch, tạo điều kiện phát triển kinh tế cho địa phương.